# Australisk tjuvbagge
Australisk tjuvbagge (Ptinus tectus) är en skalbaggsart som beskrevs av Anatole Auguste Boieldieu 1856. Australisk tjuvbagge ingår i släktet Ptinus och familjen Ptinidae. Arten är reproducerande i Sverige. Inga underarter finns listade i Catalogue of Life.